# Mariniersbrug
De Mariniersbrug is een basculebrug in Amsterdam-Centrum met brugnummer 272. De verkeersbrug ligt in het verlengde van de Kattenburgerstraat (S116) en overspant de Dijksgracht. De Kattenburgerstraat duikt ten noorden vervolgens onder de Kattenburgerspoorbrug door naar de verkeerskruising met de Piet Heinkade (voortzetting S116). De brug is vernoemd naar de nabijgelegen Marine Etablissement Amsterdam; alternatieve benamingen zijn 'Dijksgrachtbrug' of 'Pijpbrug'.

## Geschiedenis

### Eerdere brug
De eerste brug over de Dijksgracht werd gebouwd in 1878, toen er een ongelijk-armige draaibrug werd neergelegd; deze brug moest in 1894 verstevigd worden. Er moest nog een brede doorvaart zijn, omdat schepen de werf en fabriek van Paul van Vlissingen op Oostenburg (later NSM en NDSM) moesten kunnen bereiken en verlaten. Er was onder deze brug een smalle doorvaart van 16,25 meter, en een brede van 19,10 meter.

### Tweede brug
Aangezien het wegverkeer toenam, kwam de Gemeente Amsterdam tot de conclusie dat zij verbreed moest worden. Bovendien werd begonnen met de voorbereidingen van de Spoorwegwerken Oost, het verhogen van genoemde spoordijk. Om het verkeer daaronder te kunnen laten doorrijden moest de nieuwe brug verlaagd geplaatst worden.

#### Ontwerp
Het geheel werd in een complex aangelegd: de Mariniersbrug, de wanden van de Kattenburgerspoorbrug, een seinhuis en een brugwachtershuisje. Van de Dienst der Publieke Werken werd architect Jan Leupen van de afdeling gebouwen ingeschakeld. Van de Nederlandse Spoorwegen bemoeide Hermanus Gerardus Jacob Schelling zich met het totaalontwerp.
Leupen maakte het ontwerp voor deze voor Amsterdamse begrippen afwijkende brug. Leupen liet zich, waarschijnlijk onder invloed van zijn chef Wichert Arend de Graaf, inspireren door de bruggen die in de jaren twintig van de 20e eeuw over de Chicagorivier waren gelegd. Die rivier is 70 meter breed en er moesten daar twee vallen (dubbele bascule) van elk 35 meter in de brug gemonteerd worden. De Dijksgracht is lang zo breed niet en zo kwam Leupen met een enkele basculebrug met een val van 22 meter lengte en 16,5 meter breedte met als op- en afrit aan iedere kant een aanbrug. De val, draaias en ballastkelder zijn daarbij in de pijler aan de zuidkant gemonteerd in een bastion die sterk doet denken aan de Amsterdamse School van Piet Kramer. Deze zuidelijke pijler is versierd met beeldhouwwerk van Van Leupen, die hier eerst de drie Andreaskruizen van Amsterdam wilde plaatsten, maar later koos voor een geabstraheerd ontwerp.
Normaliter werden bij Amsterdamse bruggen de spanten aan de onderzijde gemonteerd, bij deze brug kwamen ze ook aan de bovenzijde. De spanten aan de bovenzijde lopen enigszins omhoog naar de zijde waar het draaias en de ballastkist bevinden. Bij opening van de brug verdwijnt een deel van de spanten de basculekelder in, vandaar dat ze ter plekke zijn afgerond. Bovendien zijn die spanten uitgevoerd met vakwerk.

#### Bouw en installatie
De gehele constructie werd gefabriceerd door de NDM in Amsterdam-Noord en werd in september 1935 naar haar plaats gevaren. Het totaalgewicht inclusief contragewicht was 876 ton. Het gevaarte lag op het schip op stalen balken, die later bij de spoordijk werden hergebruikt. Om het val omhoog te trekken is een elektromotor van 55 pk geplaatst. In december 1935 werd de brug geopend.

## Recente geschiedenis
In 1955 verdwenen het seinhuis en het brugwachtershuisje om plaats te maken voor de verkeersweg op de noordelijke kade van de Dijksgracht ten behoeve van het bouwverkeer voor de IJtunnel. De aansluiting tot de Dijksgracht kwam via brug 213. Tevens werd de Mariniersbrug verbreed om extra ruimte te geven aan voetgangers, in 1983 werd het houten wegdek vervangen en de brug geheel opnieuw geschilderd. In 2000 kwam er een nieuw glazen brugwachtershuisje van Hans Bloem. Sinds 2001 is de brug een rijksmonument.
In 2019 werd het gehele brugdek vervangen in een tweetal maanden. De brug krijgt veel verkeer te verwerken en is vooral te smal voor het voetgangers en fietsverkeer. Vandaar dat de gemeente een mogelijkheid onderzoekt om een extra brug voor langzaam verkeer te realiseren ten oosten van de bestaande brug. Er zou dan een extra onderdoorgang onder het spoor worden aangebracht. De werkzaamheden voor de extra brug en onderdoorgang zouden in 2021 moeten plaatsvinden. De Mariniersbrug zelf kan niet worden verbreed omdat het een rijksmonument is.

## Afbeeldingen

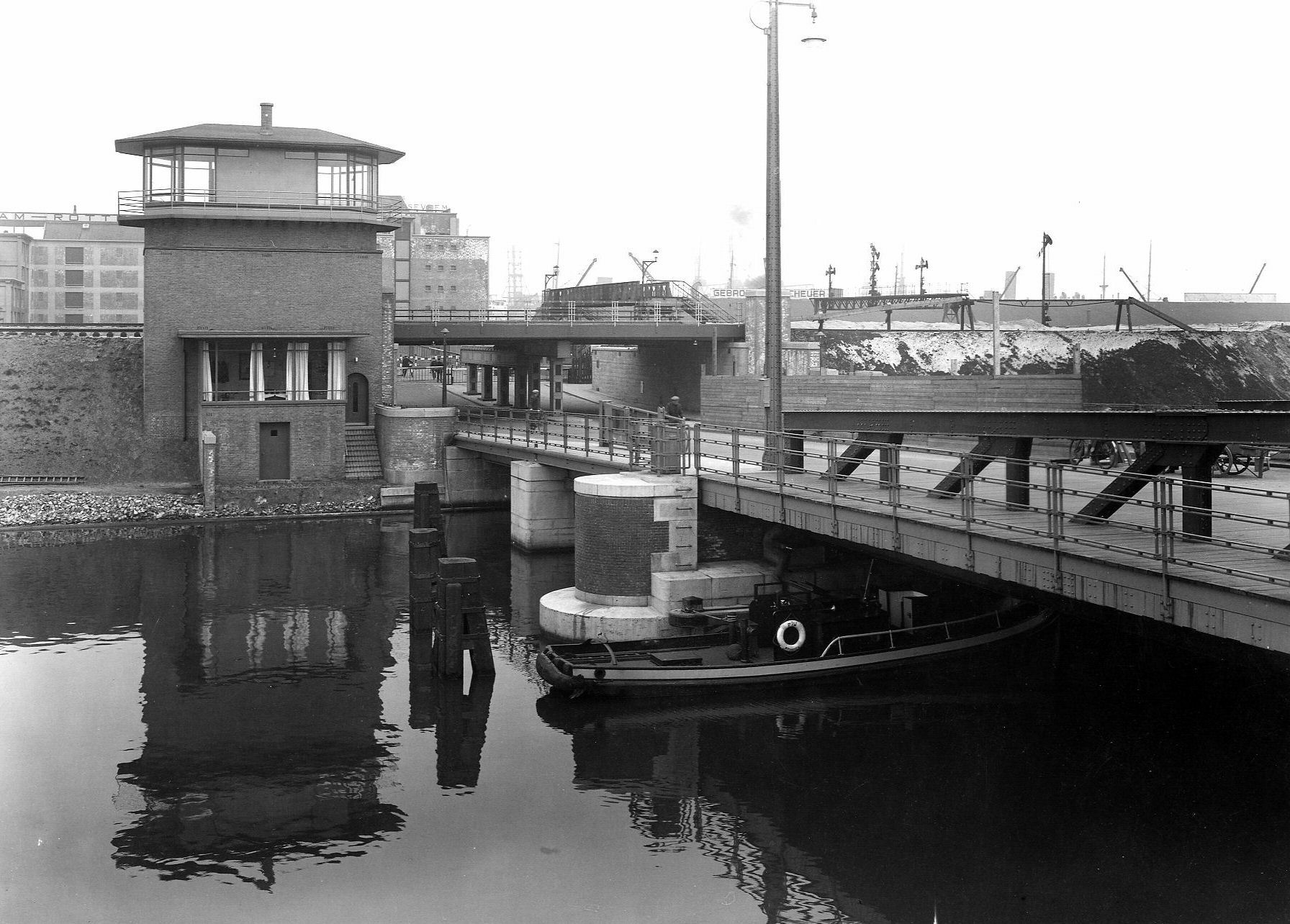
Mariniersbrug met links het toen pas-gebouwde seinhuis van de N.S. - foto uit collectie De Pater, 1938
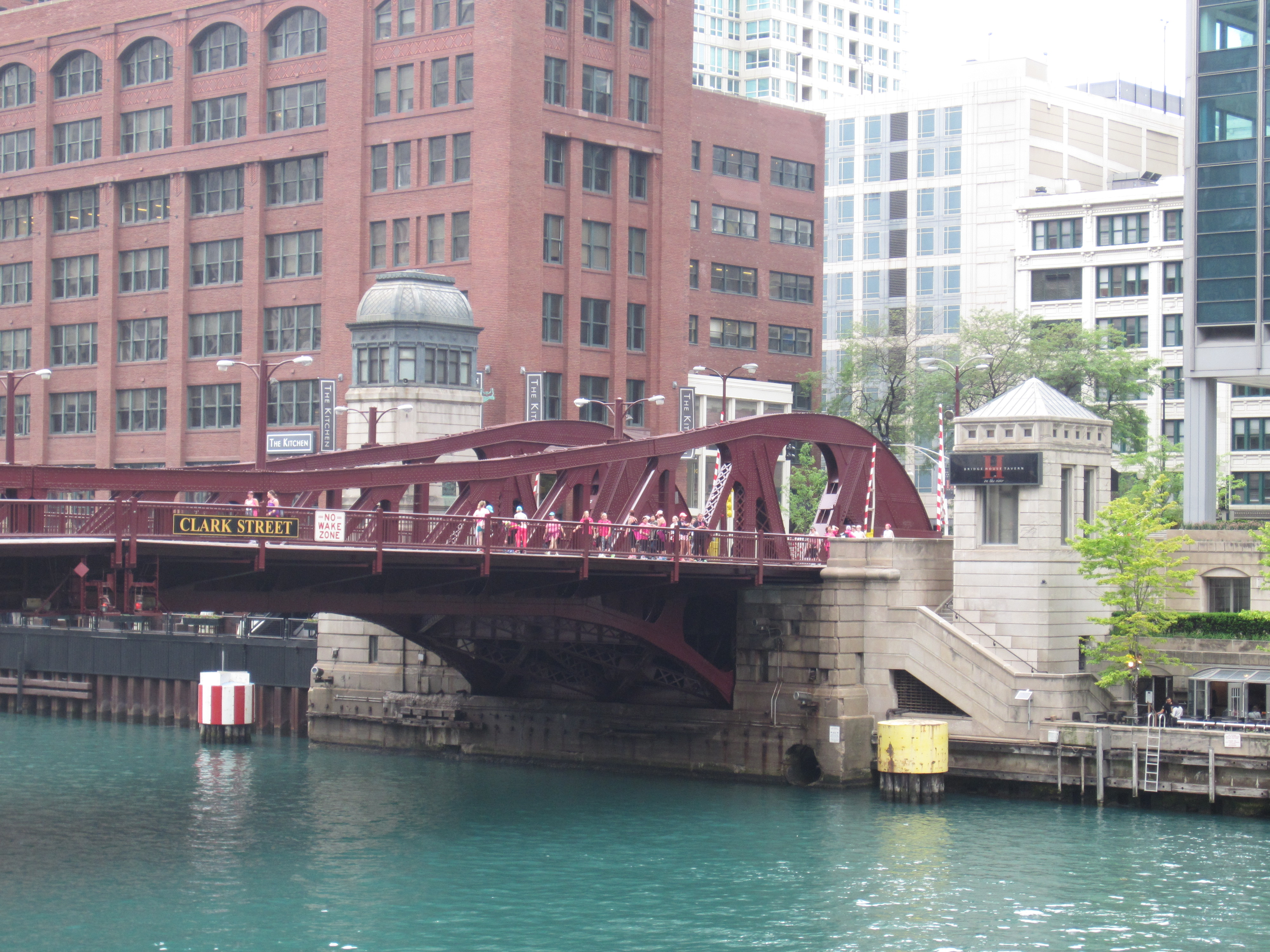
De Clark Street Bridge in Chicago uit 1929, inspiratie voor de Mariniersbrug
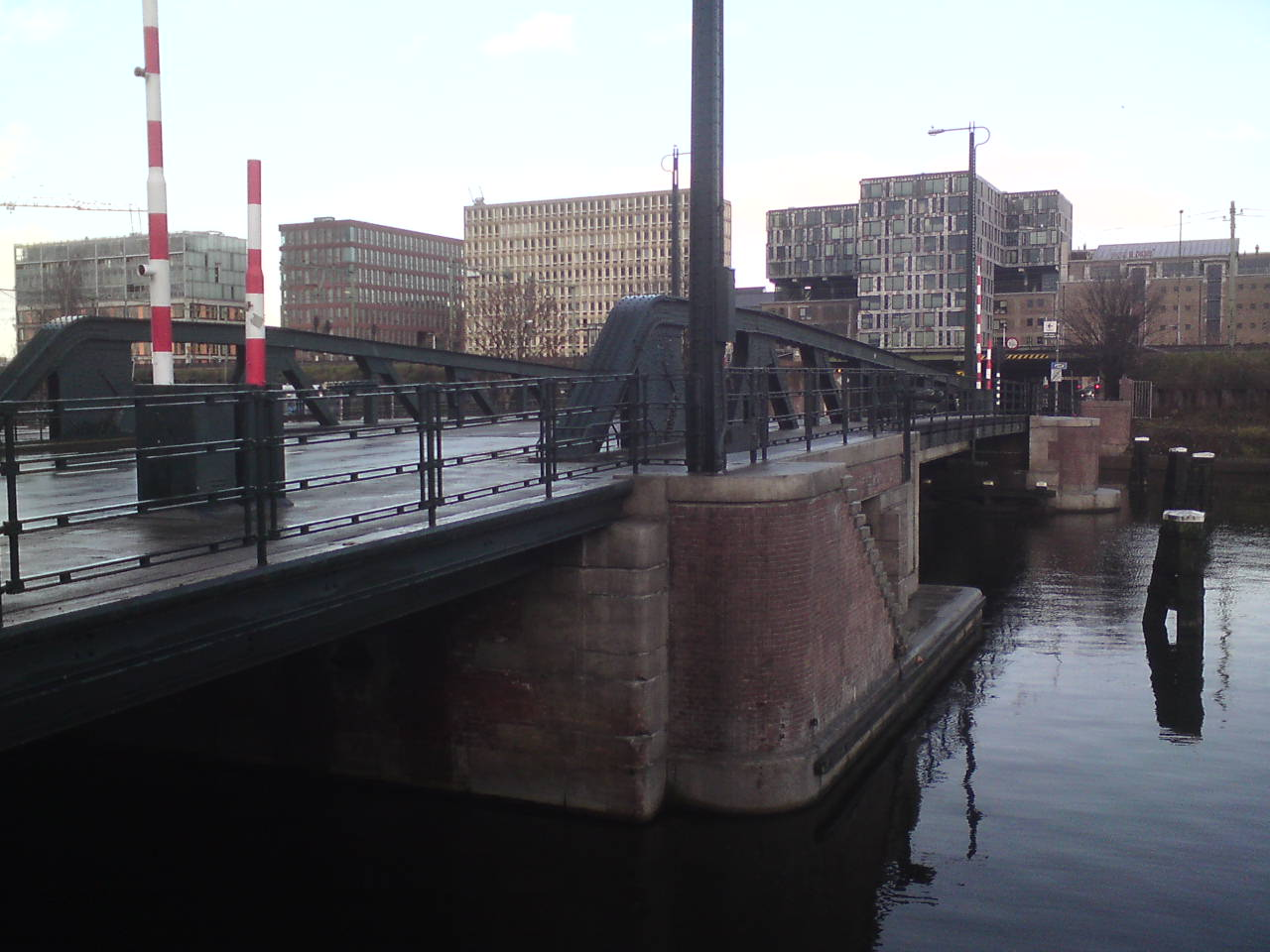
De brug vanaf de Marinierskade gezien, december 2011
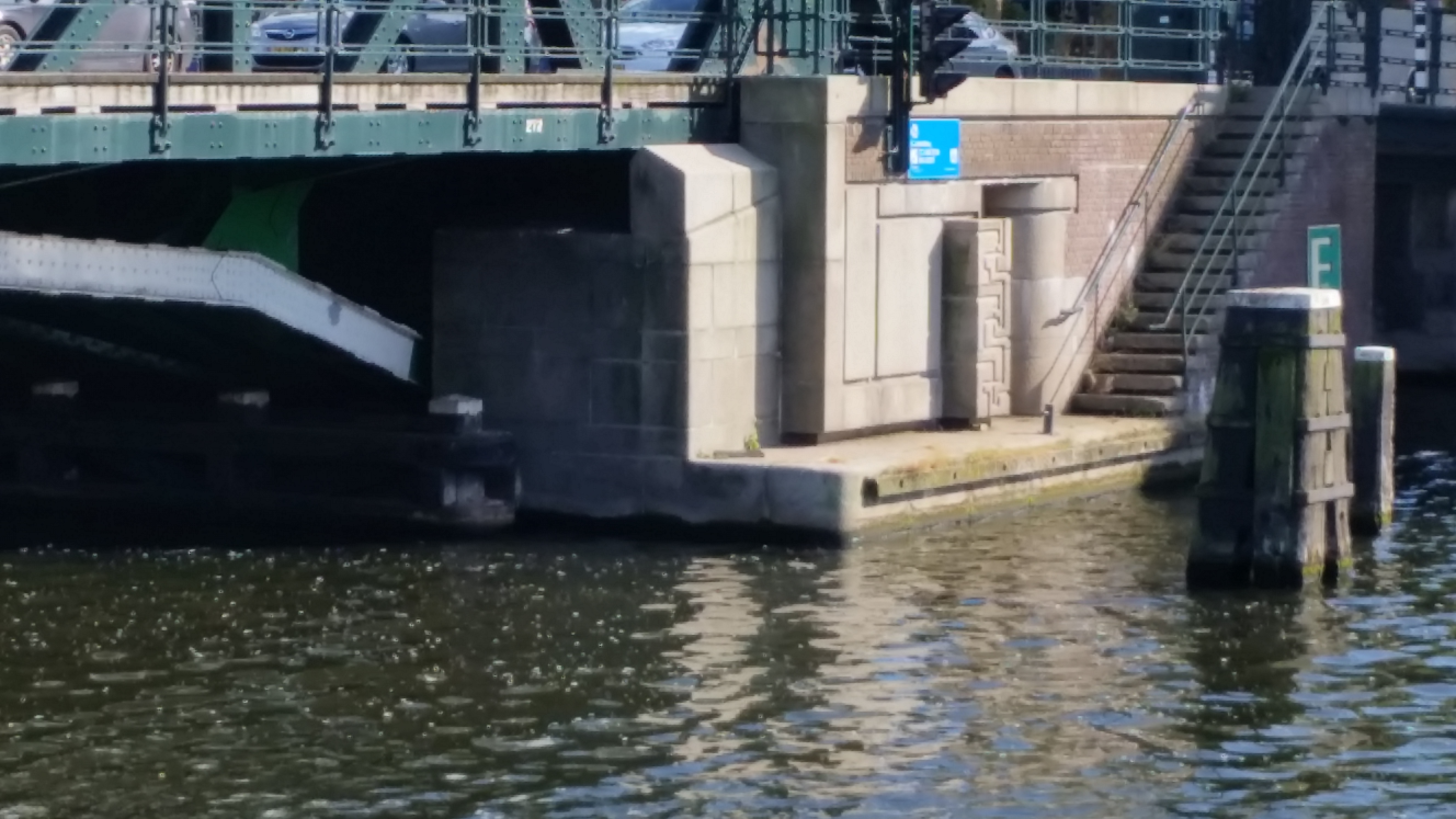
Beeldhouwwerk aan de Mariniersburg, september 2019
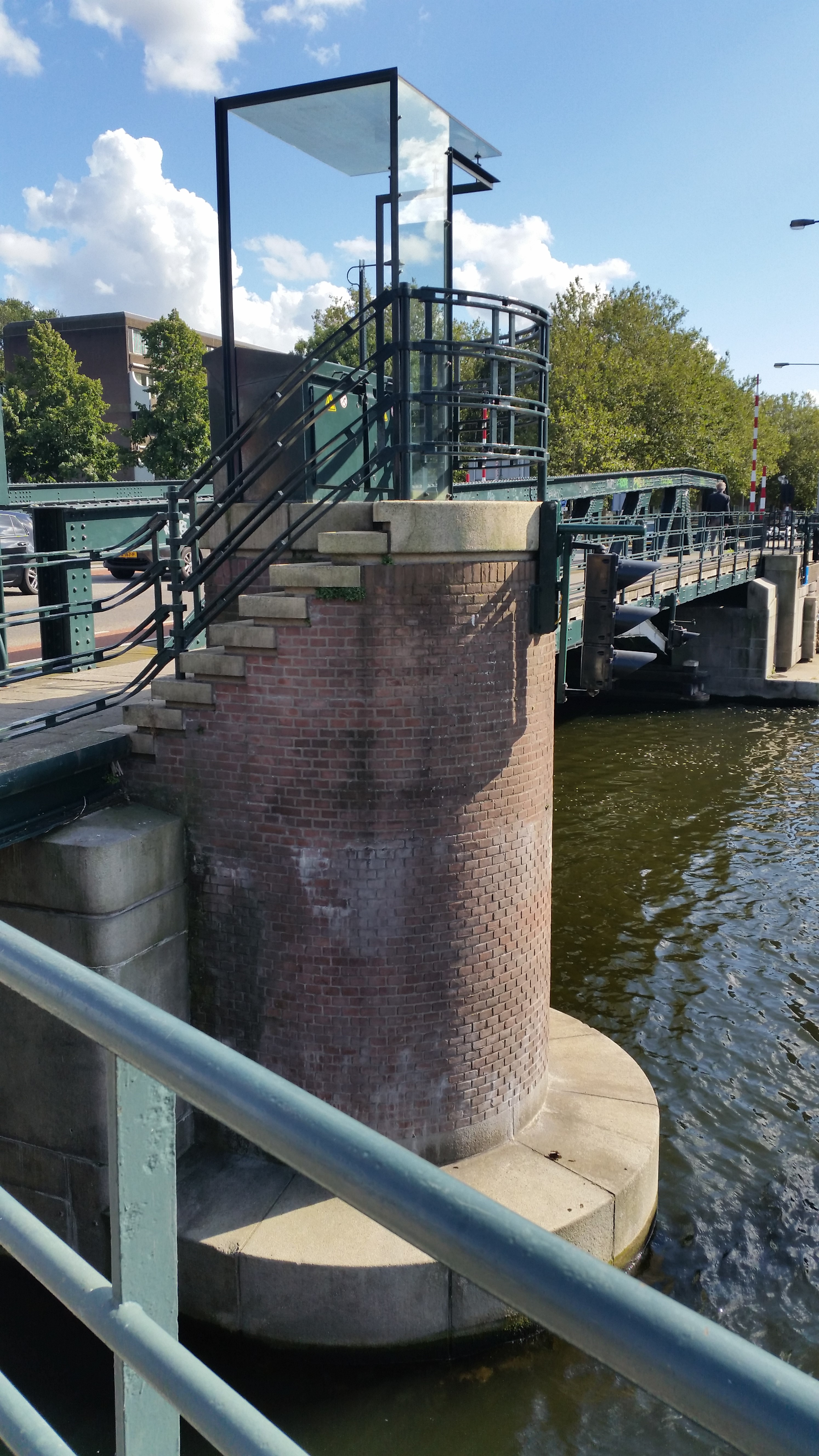
Brugwachtershuisje, september 2019

<<< · 200 · 201 · 202 · 203 · 204 · 205 · 206 · 207 · 208 · 209 ·  210 · 211 · 212 · 213 · 214 · 215 · 216 · 217 · 218 · 220 · 221 · 222 · 223 · 224 · 225 · 226 · 227 · 228 · 228P · 229 · 230 · 231 · 232 · 233 · 234 · 235 · 236 · 237 · 238 · 239 ·  240 · 241 · 242 · 243 · 244 · 245 · 246 · 247 · 248 · 249 ·  250 · 251 · 252 · 253 · 254 · 255 · 256 · 257 · 258 · 259 · 260 · 261 · 262 · 263 · 264 · 265 · 266 · 267 · 270 · 271 · 272 · 273 · 274 · 275 · 277 · 278 · 279 · 280 · 281 · 283 · 285 · 286 · 287 · 288 · 289 · 290 · 291 · 292 · 293 · 295 · 296 · 297 · 298 · 299 · >>>
Brugnummers 219, 268, 269, 276, 282, 284, 294 zijn niet (meer) in omloop.